# Sulejman Demollari
Sulejman Demollari (ur. 15 maja 1964 w Tiranie) – albański piłkarz grający na pozycji pomocnika. W swojej karierze rozegrał 45 meczów w reprezentacji Albanii i strzelił w niej 1 gola.

## Kariera klubowa
Swoją karierę piłkarską Demollari rozpoczął w klubie Dinamo Tirana. W sezonie 1980/1981 zadebiutował w nim pierwszej lidze albańskiej. W zespole Dinama występował do końca sezonu 1990/1991. Wraz z Dinamem dwukrotnie wywalczył mistrzostwo Albanii w latach 1986 i 1990. W tych samych latach zdobył też Puchar Albanii, a w 1990 roku sięgnął dodatkowo po Superpuchar Albanii. W latach 1983, 1985 i 1991 był wybierany Piłkarzem Roku w Albanii.
Latem 1991 roku Demollari przeszedł z Dinama Tirana do Dinama Bukareszt. W sezonie 1991/1992, w którym Dinamo zostało mistrzem Rumunii, został wicekrólem strzelców rumuńskiej ligi (strzelił 18 goli). W Dinamie grał do końca 1994 roku. Za czasów gry w Dinamie trzykrotnie był wybierany Piłkarzem Roku w Albanii (1992, 1993, 1994).
Na początku 1995 roku Demollari został zawodnikiem Panioniosu GSS. Występował w nim do zakończenia sezonu 1995/1996. W sezonie 1996/1997 grał w węgierskim Győri ETO FC, w którym też zakończył swoją karierę.
| Sezon     | Klub             | Kraj    | Rozgrywki           | Mecze | Bramki |
| --------- | ---------------- | ------- | ------------------- | ----- | ------ |
| 1980/1981 | Dinamo Tirana    | Albania | Kategoria Superiore | ?     | ?      |
| 1981/1982 | Dinamo Tirana    | Albania | Kategoria Superiore | ?     | ?      |
| 1982/1983 | Dinamo Tirana    | Albania | Kategoria Superiore | ?     | ?      |
| 1983/1984 | Dinamo Tirana    | Albania | Kategoria Superiore | ?     | ?      |
| 1984/1985 | Dinamo Tirana    | Albania | Kategoria Superiore | ?     | ?      |
| 1985/1986 | Dinamo Tirana    | Albania | Kategoria Superiore | ?     | ?      |
| 1986/1987 | Dinamo Tirana    | Albania | Kategoria Superiore | ?     | ?      |
| 1987/1988 | Dinamo Tirana    | Albania | Kategoria Superiore | 35    | 7      |
| 1988/1989 | Dinamo Tirana    | Albania | Kategoria Superiore | 28    | 10     |
| 1989/1990 | Dinamo Tirana    | Albania | Kategoria Superiore | 33    | 14     |
| 1990/1991 | Dinamo Tirana    | Albania | Kategoria Superiore | 28    | 9      |
| 1991/1992 | Dinamo Bukareszt | Rumunia | Divizia A           | 30    | 18     |
| 1992/1993 | Dinamo Bukareszt | Rumunia | Divizia A           | 27    | 7      |
| 1993/1994 | Dinamo Bukareszt | Rumunia | Divizia A           | 30    | 6      |
| 1994/1995 | Dinamo Bukareszt | Rumunia | Divizia A           | 13    | 5      |
| 1994/1995 | Panionios GSS    | Grecja  | Alpha Ethniki       | 19    | 0      |
| 1995/1996 | Panionios GSS    | Grecja  | Alpha Ethniki       | 5     | 1      |
| 1996/1997 | Győri ETO FC     | Węgry   | NB I                | 5     | 1      |

## Kariera reprezentacyjna
W reprezentacji Albanii Demollari zadebiutował 27 kwietnia 1983 roku w przegranym 0:1 spotkaniu eliminacji do Euro 1984 z Irlandią Północną. W swojej karierze grał też w eliminacjach do MŚ 1986, Euro 1988, MŚ 1990, Euro 1992, MŚ 1994 i Euro 1996. Od 1983 do 1995 roku rozegrał w kadrze narodowej 45 spotkań, w których zdobył 1 bramkę.